# Un par... a todo dar
Un par... a todo dar é um filme de comédia mexicano dirigido por Jaime Salvador e Miguel Morayta e produzido por Roberto Gómez Bolaños. Lançado em 1961, foi protagonizado pela dupla humorística Marco Antonio Campos e Gaspar Henaine.

## Elenco
- Marco Antonio Campos - Viruta
- Gaspar Henaine - Capulina
- Dacia González - Lolita
- Raúl Meraz - Felipe
- Arcelia Larrañaga
- Roberto Gómez Bolaños